# Соколови (навијачка група)
 Соколови  су навијачка група спортског друштва Славија, из Источног Сарајева. Утакмица 16-ине финала фудбалског купа против Зрињског у јесен 2001. је утакмица на којој се први пут организовано навијало за Славију. Група узима име Соколови због повезаности некадашњег СД Славија са Српским соколским друштвом. Поред тога што Соколови прате сваку утакмицу на Славијином стадиону и у Славијиној дворани, група такође прати утакмице Славије и на страни. Соколови су у почетку организовани као навијачка група фудбалског клуба Славија, који се такмичи у Премијер лиги Босне и Херцеговине, али су временом почели да прате утакмице свих клубова спортског друштва Славија, и постали један од симбола града Источно Сарајево. Соколови су смјештени на сјеверној трибини градског стадиона, који носи назив Спортско-рекреациони центар Славија.

## Историја
Претече данашњих Соколова, то јест, навијачи Славије из времена Краљевине Југославије остали су забиљежени, као судионици једних од првих навијачких нереда на Балкану. Наиме, утакмица између сплитског Хајдука, и сарајевске Славије 1929. године која се играла на стадиону Славије, у сарајевском насељу Марин Двор, остала је у другом плану због навијачких нереда. Сплитска штампа је те године пренијела да су Славијини кибици, како су у Далмацији називали навијаче, напали играче Хајдука, каменовали их, гађали флашама, па је чак и полиција морала интервенисати. Савезни делегат, господин Крчелић, морао је сам лично да заузме став против разјарених кибица Славије, штавише - једног је полицијски дао одстранити.
Навијачка група која бодри клубове спортског друштва Славија носи назив Соколови 2001. Основани су, како стоји у самом имену, током 2001. године прво као неформална група поборника фудбалског клуба Славија, да би недуго затим постали шира навијачка група, која прати све спортске клубове, спортског друштва Славија.

## Подгрупе
Соколови су организовани у три подгрупе, које дјелују у граду Источно Сарајево:
- Blue Hawks
- Orthodox Corps
- Соколови Добриња